# Bundesautobahn 100
La Bundesautobahn 100 (letteralmente "autostrada federale 100") è un'autostrada urbana di Berlino.

Progettata negli anni sessanta del XX secolo dall'amministrazione di Berlino Ovest come raccordo anulare interno, è stata realizzata con un tracciato semicircolare.

Segue in gran parte il tracciato dell'anello ferroviario (Berliner Ringbahn).

## Percorso
| A 100 |           |                                |      |                |
| Tipo  | n° uscita | Indicazione                    | km   | Corrispondenze |
|       | 1         | Seestraße                      | 0,0  |                |
|       | 2         | Beusselstraße                  | 0,2  |                |
|       | 3         | Jakob-Kaiser-Platz             | 2,2  |                |
|       | 4         | Autobahndreieck Charlottenburg | 2,7  |                |
|       | 5         | Siemensdamm                    | 2,8  |                |
|       | 6         | Spandauer Damm                 | 4,6  |                |
|       | 7         | Kaiserdamm                     | 5,3  |                |
|       | 8         | Kaiserdamm-Süd                 | 5,9  |                |
|       | 9         | Messedamm-Nord                 | 6,1  |                |
|       | 10        | Autobahndreieck Funkturm       | 6,6  |                |
|       | 11        | Messedamm-Süd                  | 6,9  |                |
|       | 12        | Kurfürstendamm (Nordteil)      | 7,0  |                |
|       | 12        | Kurfürstendamm (Südteil)       | 7,9  |                |
|       | 13        | Hohenzollerndamm               | 8,8  |                |
|       | 14        | Schmargendorf                  | 9,5  |                |
|       | 15        | Detmolder Straße               | 10,4 |                |
|       | 16        | Dexstraße                      | 11,7 |                |
|       | 17        | Innsbrucker Platz (Westteil)   | 12,2 |                |
|       | 17        | Innsbrucker Platz (Ostteil)    | 12,4 |                |
|       | 18        | Autobahnkreuz Schöneberg       | 12,9 |                |
|       | 19        | Alboinstraße (Westteil)        | 13,4 |                |
|       | 19        | Alboinstraße (Ostteil)         | 14,2 |                |
|       | 20        | Tempelhofer Damm               | 15,3 |                |
|       | 21        | Oberlandstraße                 | 16,8 |                |
|       | 22        | Gradestraße                    | 17,6 |                |
|       | 23        | Britzer Damm                   | 19,2 |                |
|       | 24        | Buschkrugallee                 | 19,9 |                |
|       | 25        | Autobahndreieck Neukölln       | 20,7 |                |
|       | 26        | Grenzallee                     | 20,9 |                |

### Testi di approfondimento
- (DE) Senator von Bau- und Wohnungswesen (a cura di), Stadtautobahn Berlin, Berlino (Ovest), 1961.
- (DE) Senator von Bau- und Wohnungswesen (a cura di), Autobahnen in Berlin, Berlino (Ovest), 1968, ISBN non esistente, IDN 455590427.
- (DE) Volker Wangemann, Nahverkehrsentwicklung und Nahverkehrsplanung in Berlin (West) seit 1945, Berlino (Ovest), 1984.
- (DE) Senatsverwaltung für Verkehr und Betriebe Berlin (a cura di), Verkehrsplanung für Berlin. Materialien zum Stadtentwicklungsplan Verkehr, Berlino, 1995.
- (DE) René Hartmann, Berliner Stadtautobahn – Bundesautobahn A 100, in Adrian von Buttlar, Kerstin Wittmann-Englert e Gabi Dolff-Bonekämper (a cura di), Baukunst der Nachkriegsmoderne. Architekturführer Berlin 1949–1979, Berlino, Dietrich Reimer Verlag, 2013,  pp. 269-271, ISBN 978-3-496-01486-7.